# Seagram

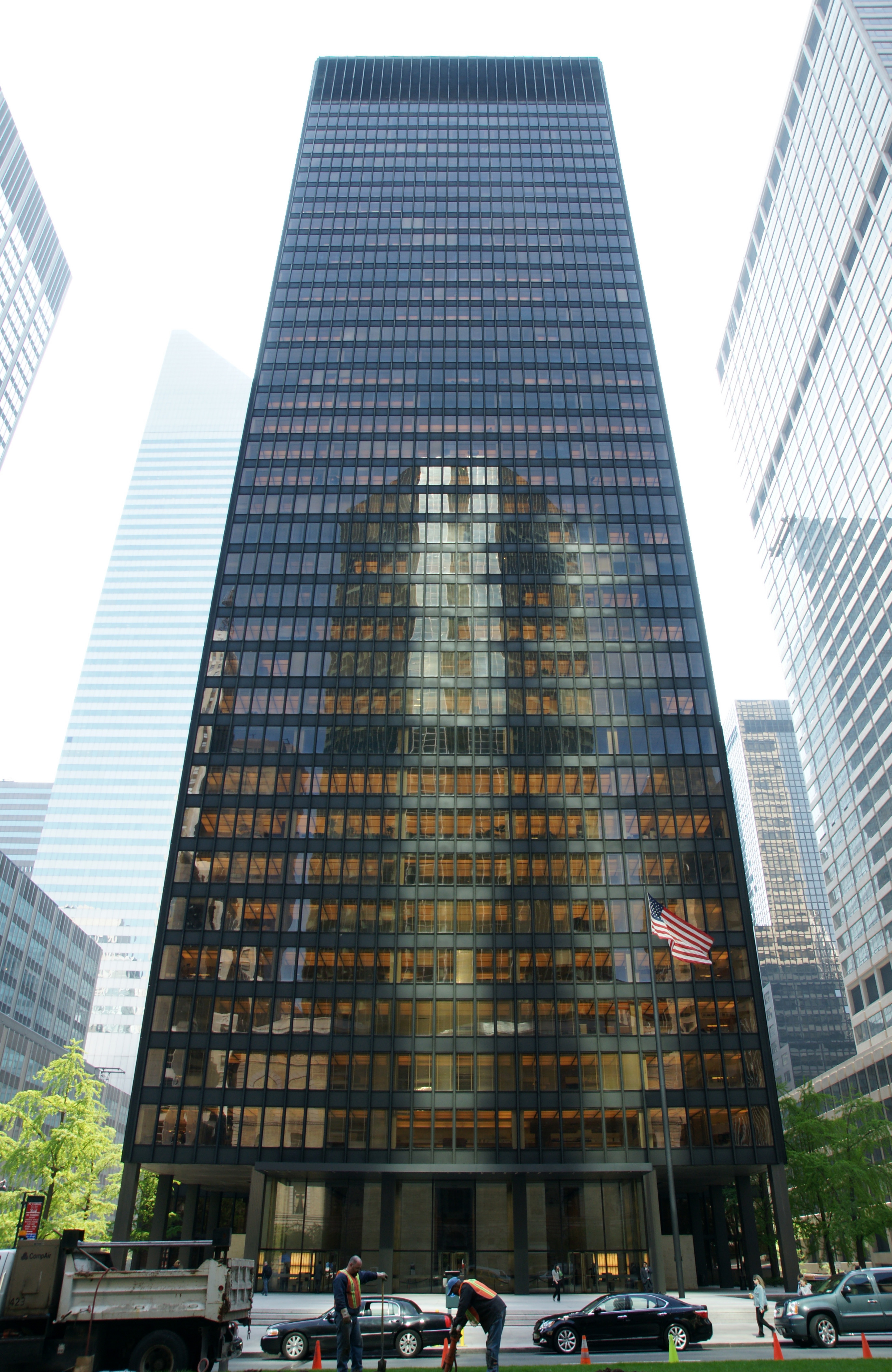
Seagram Building

Seagram (vollständiger Name Seagram Company Ltd.) war ein großer in Montréal (Kanada) ansässiger Mischkonzern. Das Unternehmen war seinerzeit der weltweit größte Spirituosenhersteller und expandierte gegen Ende seines Bestehens in die Branchen Musik, Film/Fernsehen und Unterhaltung. Durch Fusionen und Verkäufe verschwand der Name Seagram bzw. der Markenname Seagram’s (vgl. Seagram’s Distillery) weitgehend, die ehemaligen Kernbereiche sind inzwischen Teile der Unternehmen Pernod Ricard, Vivendi und NBC Universal.
Das von den Architekten Ludwig Mies van der Rohe und Philip Johnson entworfene Seagram Building an der Park Avenue 375 in New York City – dem ehemaligen US-Sitz des Unternehmens – trägt den Namen Seagram noch.

## Geschichte

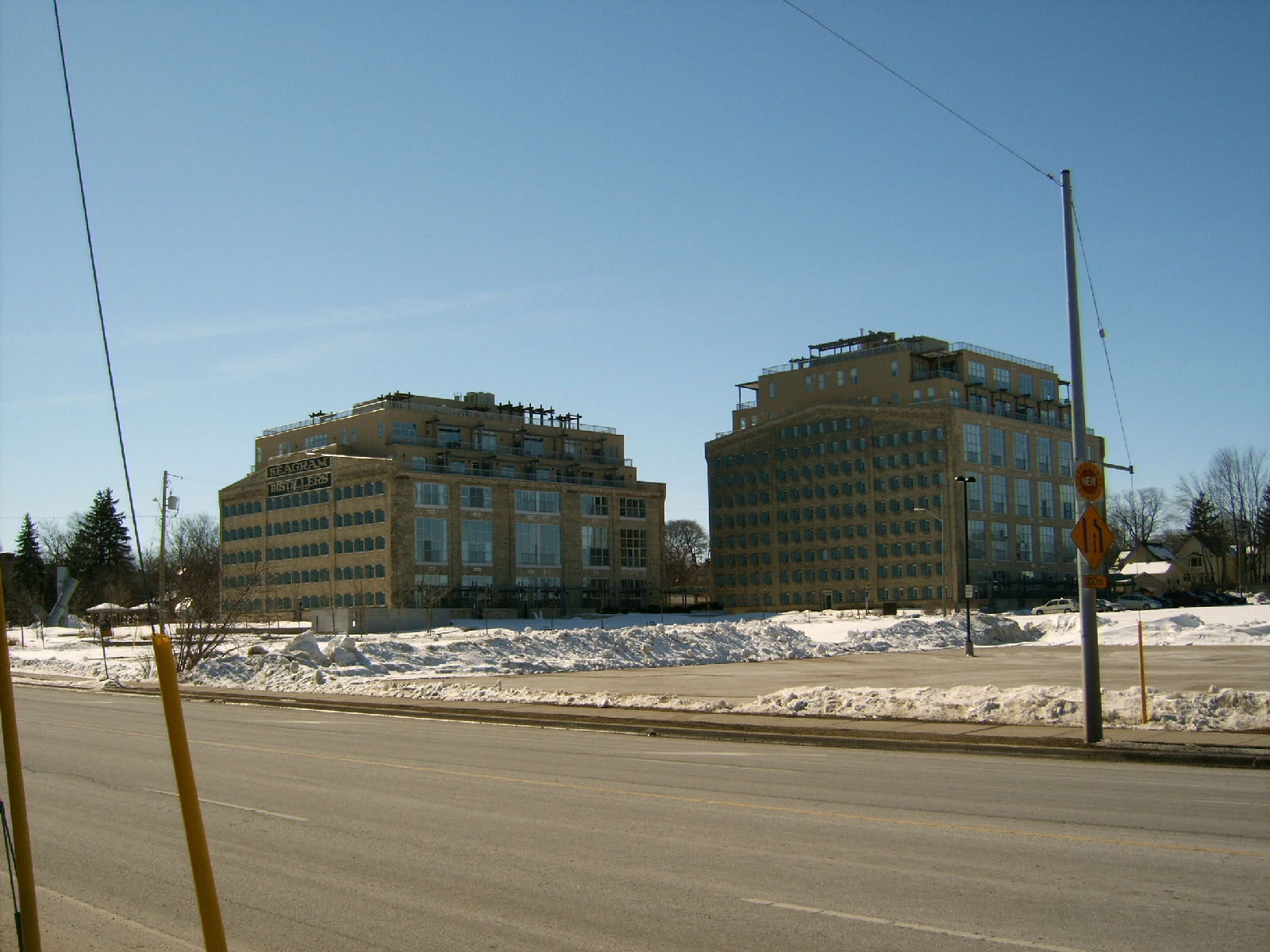
Seagram Distillers in Waterloo

In Waterloo in der kanadischen Provinz Ontario wurde 1857 eine Brennerei (distillery) gegründet, an der sich 1869 Joseph E. Seagram als Partner beteiligte. Seagram übernahm das Unternehmen 1883 und benannte es in Joseph E. Seagram & Sons um.
Samuel Bronfman gründete 1924 in Montréal die Distillers Corporation Ltd. Das Unternehmen war ein Joint Venture zwischen Bronfman und dem britischen Unternehmen „The Distillers Company Limited“ (DCL). Unternehmenszweck war die Vertretung der Whiskymarken von DCL in Kanada. Die junge Firma erzielte in den 1920ern durch die Prohibition in den USA starkes Wachstum. 1928 kaufte die Distillers Corporation Ltd. die kleine Brennerei Joseph E. Seagram & Sons, mitsamt den Namensrechten daran, von Seagrams Erben. Nach dem Ende der Prohibition 1933 kaufte Bronfman von DCL deren Anteil an der Distillers Corporation.
Seagram, wie sich Distillers Corp. nun nannte, verfügte über stattliche Mengen diverser Whiskeys und war damit gut gerüstet für die Aufhebung der Prohibition im Jahre 1933. Der bekannteste Whiskey wurde der kanadische Blend Seagram’s V.O. (für „Version Original“). Das Unternehmen florierte und brachte der Familie Bronfman ein Vermögen ein, das praktisch unabhängig von der jeweiligen Wirtschaftslage wuchs.
Durch diesen Erfolg wird der Name Seagram in der Regel mit der Familie Bronfman in Verbindung gebracht, was fälschlicherweise zur Behauptung führt, Samuel Bronfman habe Seagram gegründet. Bis zu seinem Tod im Jahre 1971 führte Samuel Bronfman das Unternehmen, welches daraufhin von seinem Sohn Edgar Bronfman sen. übernommen wurde.
Edgar sen. setzte auf Diversifikation des milliardenschweren Unternehmens und versuchte 1981 Conoco Inc., einen großen amerikanischen Öl- und Gasproduzenten, zu übernehmen. Obwohl Seagram 32,2 % des Unternehmens erwerben konnte, misslang die feindliche Übernahme, da der Chemiekonzern DuPont als Weißer Ritter ins Spiel kam und Conoco übernahm. Im Austausch für die Anteile an Conoco erhielt Seagram allerdings 24,3 % an DuPont. Bis 1995 war Seagram größter Einzelaktionär von DuPont und stellte vier Sitze im Verwaltungsrat – 70 % von Seagrams Einnahmen stammten zu dieser Zeit aus der Beteiligung an DuPont.
1987 übernahm Seagram den namhaften französischen Cognac-Hersteller Martell & Cie für 1,2 Milliarden US-Dollar.
Im Juni 1994 übergab Edgar sen. die Position des CEO seinem Sohn Edgar Bronfman jun. Unter diesem begann fast umgehend der Umbau des Unternehmens in einen Medien- und Investmentkonzern.
Am 6. April 1995 gab DuPont bekannt, dass man die Seagram-Anteile zurückkaufen wolle, worauf Standard & Poor’s bekanntgab, dass dies eine Zurückstufung von Seagram zur Folge haben könnte, aufgrund ihrer langfristigen Verbindlichkeiten in Höhe von 4,2 Milliarden US-Dollar. Da Edgar jun. darauf bestand, Seagram in einen Unterhaltungskonzern umbauen zu wollen, wurde das Geschäft durchgeführt.
Noch im selben Jahr erwarb Seagram für geschätzte 5,7 Milliarden US-Dollar 80 % der Music Corporation of America (MCA Inc.) vom japanischen Matsushita-Konzern. Die MCA-Holding wurde zugleich in Universal Studios umbenannt und aus der MCA Music Entertainment Group wurde die Universal Music Group.
1997 kaufte Seagram für 1,7 Milliarden US-Dollar von Viacom deren 50%-Anteil an USA Network. 1998 erwarb es für 10,4 Milliarden US-Dollar PolyGram, die Musiksparte des Philips-Konzerns, welche in die Universal Music Group (UMG) integriert wurde, wodurch der weltweit größte Musikverlag entstand.
Schon 1999 begann der Verkauf des ehemaligen Kerngeschäfts. Seagram Australia ging an die Foster’s Group. Mumm & Cie, Champagne Perrier-Jouët sowie die Fruchtsaftmarke Tropicana wurden für insgesamt 4 Milliarden US-Dollar an verschiedene Unternehmen verkauft. Als Seagram im Jahr 2000 von Vivendi für 34 Milliarden US-Dollar geschluckt wurde, veräußerte der neue Besitzer alle noch verbliebenen Spirituosen- und Wein-Sparten mitsamt den Namensrechten für 8,1 Milliarden US-Dollar an Pernod Ricard und Diageo.
Vivendi änderte den Namen vorübergehend in Vivendi Universal – in Anlehnung an die beiden großen Seagram-Unterhaltungssparten Universal Studios und Universal Music. Der Name Seagram ist seither nur noch eine exklusive Marke bestimmter Produkte von Pernod Ricard und Diageo.